# Guardia Piemontese
Guardia Piemontese község (comune) Olaszország Calabria régiójában, Cosenza megyében.

## Fekvése
A megye nyugati részén fekszik, a Tirrén-tenger partján. Határai: Acquappesa, Cetraro, Fuscaldo és Fagnano Castello.

## Története
Az egyetlen dél-olaszországi település, ahol az okcitán nyelvet beszélik. Okcitánul a neve La Gàrdia. A 13-14. században Piemontból elüldözött valdensek telepedtek le a községben. A valdensek titkos összejöveteleinek, istentiszteleteinek megakadályozása végett 1560-ban inkvizítori utasításra a házak ajtaját kívülről nyitható nyílással voltak kötelesek a helybeliek ellátni. Az inkvizíció lépéseire a valdensek 1561. június 5-én fegyveres ellenállással válaszoltak, amelyet a katonaság véres megtorló intézkedései követtek. A település Piazza della Strage elnevezésű tere és Porta del Sangue városkapuja is ezekre a középkori véres eseményekre emlékeztetnek.

## Népessége
A népesség számának alakulása:

## Főbb látnivalói
- A Via dei Valdesi utcanév a középkorban itt letelepedő valdensek emlékét őrzi.
- Sant’Andrea-templom